# 바람의 색
"바람의 색"(風の色 카제노이로[*])은 2018년에 개봉한 곽재용 감독의 한일합작 영화이다. 원작은 곽재용 감독이 직접 원안을 쓴 화제의 동명의 네이버 웹툰이다.

## 줄거리
파트너 유리가 떠난 후, 료는 자신이 어디로 갔는지 모른 채 오랫동안 우울한 시간을 보낸다. 어느 날, 그는 술집에 가기로 한다. 그곳에서 그는 서류 가방을 건네받고, 100일 전에 바텐더에게 직접 건네주었다는 이야기를 듣는다. 100일 후에 돌아오겠지만 가방은 기억나지 않을 것이고, 어차피 돌려줄 거라고 말했던 것이다. 가방 안에는 유리가 그때 쓴 일기와 함께 두 사람이 함께 보낸 추억의 물건들과 사진들이 담겨 있다. 료는 유리의 어머니에게서 전화를 받고 유리가 자살했다는 사실을 알게 된다.
료는 다시 술집으로 돌아간다. 술집은 마법을 전문으로 하며 마법 수업도 진행한다. 료는 수업을 듣게 되고, 꽤 능숙하게 해낸다는 것을 알게 된다. 술집에 있는 동안 주인은 바텐더인 료에게 마법 수업을 가르치는 도플갱어가 있다고 말한다. 료는 자신에게도 도플갱어가 있다는 것을 알게 되는데, 류는 우연히도 홋카이도에 뛰어난 마법사이다. 그는 류가 잘못된 마법 묘기로 인해 죽었고, 결국 발견되지 않았다는 사실을 알게 되면서 이 사실을 알게 된다. 유리는 죽기 전 료에게 홋카이도에 대해 이야기했고, 료는 도플갱어에 대해 알게 되자 그곳으로 가기로 결심한다.
홋카이도에서 류는 유리의 도플갱어인 아야를 발견한다. 아야는 그가 어떻게든 묘기를 피한 류라고 생각한다. 료는 유리와 꼭 닮은 소녀를 곁에 두기 위해 류인 척한다.
료가 그녀와 잠자리를 같이 할 때, 그는 그녀에게 유리와 같은 문신이 있다는 것을 알아차린다. 다음 날 아침, 그는 유리에게 작별 인사도 하지 않고 집을 나선다. 하지만 그는 아야/유리에게 도쿄에서 함께했던 일들을 상기시키기 위해 서류 가방의 내용물을 남겨둔다. 그는 유리의 어머니를 찾아가 유리가 홋카이도에 살아 있다고 말한다. 그 여자는 자신이 유리의 어머니가 아니라 이모라고 고백합니다… 그리고 유리는 죽지 않았다고 말한다. 유리는 홋카이도 출신이다. 료의 죽음에 큰 충격을 받은 유리는 이모가 도쿄로 데려와 새로운 정체성을 만들고 유리라는 이름을 붙였다. 료의 도플갱어에게 반했지만, 료가 살아남았을지도 모른다는 생각에 점차 죄책감을 느끼기 시작했다. 유리는 아야의 정체성을 흉내 내어 홋카이도로 돌아갔다. 료는 이듬해 마법을 연습하고 갈고닦았다.
료는 유리가 다중인격 장애를 앓고 있으며 시설에 입원해 있다는 사실을 알게 된다. 료의 정신 건강은 너무 약해서 류라고 믿고 싶었던 사람이 실제로 료라는 사실을 알게 된 충격을 견뎌낼 수 없었다. 료는 유리의 병원에서 마술을 선보이며 유리를 풀어주고, 두 사람은 오랜 시간을 함께 보내며 정체성에 대해 심도 있는 대화를 나눈다. 아야는 자신의 정체성을 밝히면 료의 죽음을 인정하는 것이기 때문에 자신의 정체성을 밝힐 수 없었고, 아야와 유리 사이에서 고민한다. 유리는 허구에 불과하기 때문에 더 이상 존재하지 않아야 한다. 결국 아야/유리는 다시 병원으로 돌아가기로 한다. 유리/아야에게 상처를 준 것을 만회하기 위해 료는 류에게 푹 빠지기로 결심한다. 그는 류가 마지막으로 사용했던, 자신이 사라진 전략을 재현할 준비를 한다. 그의 시신은 철장에 갇혀 바다에 버려진다. 그는 탈출에 성공하지만, 그 사이 물속에서 류의 시신을 발견한다. 나중에 류가 만든 오디오 테이프를 발견하는데, 그 테이프에는 류가 다른 차원으로 이동하면서 료를 알게 되었고, 두 도플갱어는 함께 살 수 없다는 것을 깨달았다는 내용이 담겨 있다. 그는 유리/아야와 함께하는 류의 미래를 볼 수 있었지만, 자신의 미래는 볼 수 없었다. 그는 류가 아야/유리를 포함하여 자신이 사랑했던 것을 사랑해 준다면 기꺼이 자신을 희생할 각오가 되어 있었다.

## 출연자
- 후루카와 유우키 : 료/류 역
- 후지이 타케미 : 가와구치 유리 / 모가미 아야 역
- 이시이 토모야 : 가와구치 료마 역
- 하카마다 요시히코
- 코이치 만타로
- 나카다 요시코 : 가와구치 카나에 역
- 다케나카 나오토
- 최현우 :  마술사 최현우 역 (카메오)